# Alphonse Baugé
Alphonse Joseph Alexis Baugé, né le 2 août 1873 à Tours et mort le 23 octobre 1938 à Paris, est un coureur cycliste français.

## Biographie
Passionné de vélo, il commence sa carrière de cycliste par le Championnat de France Amateur cyclisme demi-fond à Paris en 1896 qu'il remporte. Il remporte un match contre Richard Palmer au vélodrome d'Hiver en novembre 1896. En juin 1897, il perd un match contre John William Stocks au Crystal Palace. Il finit 2e au Championnat de 1898 et 3e à ceux de 1899 et 1900 (toujours à Paris). En 1903, il couvre le Tour de France comme journaliste au journal Le Vélo. 
Pour le Tour de France de 1912 et 1914, en tant que directeur sportif de l'équipe Peugeot, il est l'entraîneur de François Faber, vainqueur du Tour 1909.
Il est mobilisé pendant la Première Guerre mondiale.
En 1921, il dirige l'équipe La Sportive. Surnommé « le Maréchal », il impose ses conditions aux coureurs, et leur fait signer des engagements de deux ans.
Il meurt à Paris le 23 octobre 1938 à l'âge de 65 ans.

## Palmarès

### Championnats d'Europe
- 1896
  -  Médaillé de bronze du championnat d'Europe de demi-fond

### Championnats de France
- Champion de France de demi-fond en 1896 (2e en 1898 et 1900, 3e en 1899)

## Œuvres
- Alphonse Baugé (préf. Oscar Méténier), Le Tour de France, 1907 : lettres à mon directeur, Paris, Librairie de L'Auto, 1908, 123 p. (lire en ligne)

- Le secret de Choppy